# Fortín Madrejón
Fortín Madrejón este un oraș din Paraguay, în care se află rezervația Chaco.